# Albanië op de Olympische Zomerspelen 2024
Albanië nam deel aan de Olympische Zomerspelen 2024 in Parijs.

## Medailleoverzicht
| Medaille | Naam           | Sport     | Onderdeel                     | Datum            |
| -------- | -------------- | --------- | ----------------------------- | ---------------- |
| Brons    | Chermen Valiev | Worstelen | Vrije stijl Welter -74 kg (m) | 10 augustus 2024 |
| Brons    | Islam Dudaev   | Worstelen | Vrije stijl Licht -65 kg (m)  | 11 augustus 2024 |

## Aantal Deelnemers
Hieronder volgt een overzicht van de atleten die deelnamen aan de Olympische Zomerspelen van 2024.
| Sport       | Mannen | Vrouwen | Totaal |
| ----------- | ------ | ------- | ------ |
| Atletiek    | 1      | 1       | 2      |
| Schietsport | 0      | 1       | 1      |
| Worstelen   | 3      | 0       | 3      |
| Zwemmen     | 1      | 1       | 2      |
| Totaal      | 5      | 3       | 8      |

## Deelnemers en resultaten

### Atletiek

#### Loopnummers
Mannen
| atleet        | onderdeel | voorronde | voorronde | series | series | herkansingen | herkansingen | halve finale   | halve finale   | finale         | finale         |
| atleet        | onderdeel | tijd      | rang      | tijd   | rang   | tijd         | rang         | tijd           | rang           | tijd           | rang           |
| ------------- | --------- | --------- | --------- | ------ | ------ | ------------ | ------------ | -------------- | -------------- | -------------- | -------------- |
| Franko Burraj | 100 m     | 10,60 PB  | 2 Q       | 10,66  | 8      | n.v.t.       | n.v.t.       | niet geplaatst | niet geplaatst | niet geplaatst | niet geplaatst |

Vrouwen
| atlete     | onderdeel           | series  | series | herkansingen | herkansingen | halve finale | halve finale | finale         | finale         |
| atlete     | onderdeel           | tijd    | rang   | tijd         | rang         | tijd         | rang         | tijd           | rang           |
| ---------- | ------------------- | ------- | ------ | ------------ | ------------ | ------------ | ------------ | -------------- | -------------- |
| Luiza Gega | 3000 m steeplechase | 9.27,41 | 9      | n.v.t.       | n.v.t.       | n.v.t.       | n.v.t.       | niet geplaatst | niet geplaatst |

### Schietsport
Vrouwen
| atlete         | onderdeel         | kwalificaties | kwalificaties | finale         | finale         |
| atlete         | onderdeel         | punten        | rang          | punten         | rang           |
| -------------- | ----------------- | ------------- | ------------- | -------------- | -------------- |
| Manjola Konini | 10 m luchtpistool | 549           | 43            | niet geplaatst | niet geplaatst |
| Manjola Konini | 25 m pistool      | 569-10x       | 37            | niet geplaatst | niet geplaatst |

### Worstelen

#### Vrije stijl
Mannen
| atleet             | onderdeel | eerste ronde         | kwartfinale          | halve finale         | herkansing                  | finale / BM          | finale / BM    |
| atleet             | onderdeel | tegenstander uitslag | tegenstander uitslag | tegenstander uitslag | tegenstander uitslag        | tegenstander uitslag | rang           |
| ------------------ | --------- | -------------------- | -------------------- | -------------------- | --------------------------- | -------------------- | -------------- |
| Zelimkhan Abakarov | −57 kg    | luna Favé W 7 - 6PP  | Sehrawat V 0 - 12ST  | niet geplaatst       | niet geplaatst              | niet geplaatst       | niet geplaatst |
| Islam Dudaev       | −65 kg    | Akazawa W 10 - 0     | Amouzad V 0 - 11     | niet geplaatst       | Retherford W 5 - 0VB        | Musukaev W 13 - 12   | Brons          |
| Chermen Valiev     | −74 kg    | Bayramov W 4 - 3     | Zhamalov V 5 - 6     | niet geplaatst       | AIN Kadzimahamedau W 12 - 2 | Rassadin W 6 - 2     | Brons          |

### Zwemmen
Mannen
| atleet        | onderdeel        | series | series | halve finale   | halve finale   | finale         | finale         |
| atleet        | onderdeel        | tijd   | rang   | tijd           | rang           | tijd           | rang           |
| ------------- | ---------------- | ------ | ------ | -------------- | -------------- | -------------- | -------------- |
| Grisi Koxhaku | 100 m vrije slag | 52,32  | 62     | niet geplaatst | niet geplaatst | niet geplaatst | niet geplaatst |

Vrouwen
| atlete      | onderdeel        | series  | series | halve finale   | halve finale   | finale         | finale         |
| atlete      | onderdeel        | tijd    | rang   | tijd           | rang           | tijd           | rang           |
| ----------- | ---------------- | ------- | ------ | -------------- | -------------- | -------------- | -------------- |
| Kaltra Meça | 200 m vrjie slag | 2.12,21 | 27     | niet geplaatst | niet geplaatst | niet geplaatst | niet geplaatst |